# Anchiano
Anchiano ist ein Ortsteil (Fraktion, italienisch frazione) der italienischen Gemeinde Vinci in der Metropolitanstadt Florenz in der Region Toskana.

## Geografie
Der Ort liegt ca. 2 km nördlich des Hauptortes Vinci und etwa 25 km westlich der Provinz- und Regionalhauptstadt (Metropolitanstadt) Florenz an einem südwestlichen Ausläufer des Berges Montalbano. Anchiano liegt in einer ländlichen Gegend und hat nur wenige Häuser.

## Geburtshaus Leonardo da Vinci
Vermutlich ist in diesem Dorf am 15. April 1452 in einem Bauernhaus Leonardo da Vinci geboren worden. Das mögliche Geburtshaus Casa natale di Leonardo da Vinci liegt zwischen Anchiano und Faltognano und kann besichtigt werden. Die Landschaft, die Leonardo in seiner Jugend sah, hat sich über die Jahrhunderte kaum verändert, da es seitdem fast keine weitere Besiedlung gab. Sie zeichnet sich durch Weinberge und Olivenbäume aus.